# Восток (космічна програма)

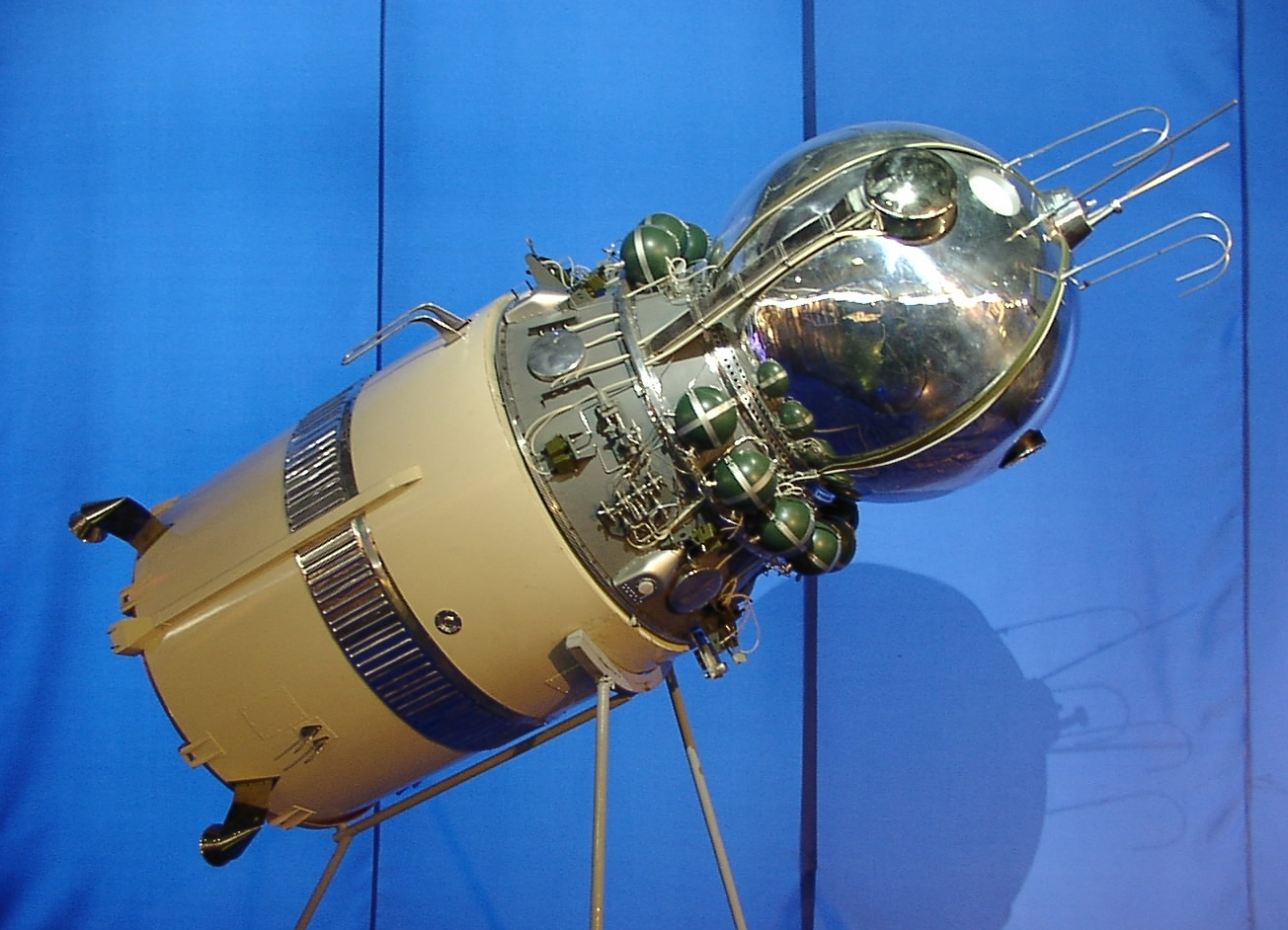
Модель космічного корабля «Восток»

«Восток» — радянська програма запуску пілотованих космічних кораблів для польотів на навколоземну орбіту. Створювались під керівництвом генерального конструктора ОКБ-1 Сергія Павловича Корольова з 1958 по 1963 рік.

## Історія програми
Навесні 1957-го року Сергій Павлович Корольов в рамках свого ОКБ організував спеціальний відділ № 9, призначений для проведення робіт зі створення перших штучних супутників Землі. Відділ очолив соратник Корольова, Михайло Клавдійович Тихонравов. Незабаром, паралельно з розробкою штучних супутників, у відділі почали виконувати дослідження щодо створення пілотованого корабля-супутника. Ракета-носій мала бути на основі міжконтинентальної балістичної ракети «Р-7». Розрахунки показували, що вона з додаванням третього ступеня могла вивести на низьку навколоземну орбіту вантаж масою близько 5 тонн.
Робота зі створення пілотованого корабля вимагала глибокого вивчення таких нових сфер, як спуск в атмосфері, створення надійного теплозахисту, гіперзвукова аеродинаміка тощо. На ранній стадії ці питання розглянули математики Академії наук. Зокрема, було відзначено, що результатом балістичного спуску з орбіти може стати десятиразове перевантаження.
З вересня 1957-го року по січень 1958-го року у відділі Тихонравова досліджувались умови нагріву, поверхневі температури, теплозахисні матеріали. Послідовно вивчалась поведінка у гіперзвуковому потоці багатьох різноманітних аеродинамічних форм з аеродинамічною якістю від нуля до кількох одиниць. Параметричні розрахунки траєкторії виконувались за допомогою електромеханічної обчислювальної машини БЕСМ-1.
Було виявлено, що рівноважна температура крилатого космічного корабля, який має найвищу аеродинамічну здатність, перевищує можливості теплової стійкості доступних на той час сплавів. Крім того, використання крилатих варіантів конструкції знижувало масу корисного навантаження. Це стало причинами відмови від розгляду крилатих варіантів. Основні висновки щодо можливої конструкції апарата були такими:
- аеродинамічна властивість мала перебувати в діапазоні 0,5—0,6 для створення невеликої підйомної сили і зниження діючих при балістичному спускові перевантажень, до допустимого для людського організму рівня;
- найкращою формою був конус з округлою вершиною і сферичною основою з максимальним, близько 2 м, діаметром (форма фари, була використана для спускних апаратів космічних кораблів типу «Союз»);
- найбільш прийнятним способом повернення людини було катапультування на висоті кількох кілометрів і подальший спуск на парашуті. Порятунок спускного апарата при цьому можна було не проводити.

У ході медичних досліджень, здійснених у квітні 1958-го року, випробування льотчиків на центрифузі показали, що при певному положенні тіла людина здатна переносити перевантаження до 10 G без серйозних наслідків для свого здоров'я. Це зумовило вибір сферичної форми спускного апарата для першого пілотованого корабля і дозволило прискорити подальшу роботу за рахунок відмови від розгляду складніших варіантів (конус, фара тощо). Детальне опрацювання попереднього проекту, завершилось у середині серпня 1958-го року випуском спеціального звіту.
Сферична форма спускного апарата є найпростішою і найбільш вивченою симетричною формою і була результатом вибору балістичної концепції повернення з орбіти. Її значним плюсом було те, що сфера володіє стабільними аеродинамічними властивостями при будь-яких можливих швидкостях і кутах атаки. Зміщення центру мас в кормову частину сферичного апарата дозволяло забезпечити його правильну орієнтацію під час балістичного спуску.
Підготовка конструкторської документації була розпочата восени 1958 року.

## Польоти
З 1960 по 1963 рік було здійснено 13 запусків космічних апаратів (7 безпілотних і 6 пілотованих), з них невдало 3 безпілотних.

### Безпілотні польоти
| Номер | Назва                   | Дата запуску    | Ракета-носій     | Дата посадки    | Тривалість польоту  | Результат |
| ----- | ----------------------- | --------------- | ---------------- | --------------- | ------------------- | --- |
| 1     | Корабель-супутник-1     | 15 травня 1960  | Восток-Л (8К72Л) | 15 жовтня 1965  | 1979 діб            | Безпілотний космічний корабель Восток. Перший запуск РН Восток-Л (8К72Л) |
| 2     | Корабель-супутник-1К №1 | 28 липня 1960   | Восток-Л (8К72Л) | —               | —                   | Вибух ракети-носія на 28,5 секунді після запуску |
| 3     | Корабель-супутник-2     | 19 серпня 1960  | Восток-Л (8К72Л) | 19 серпня 1960  | 1 доба 00 год 14 хв | Перше у світі повернення на землю живих істот — двох собак — що побували в космосі. Останній запуск РН Восток-Л (8К72Л)                                                                                             |
| 4     | Корабель-супутник-3     | 1 грудня 1960   | Луна (8К72)      | 2 грудня 1961   | 1 доба 1 год 42 хв  | Апарат почав знижуватись за траєкторією, що мала закінчитись за межами СРСР і було знищено під час повернення системою аварійного підриву об'єкта для запобігання потрапляння супутника і апаратури у «ворожі руки» |
| 5     | Корабель-супутник-1К №4 | 22 грудня 1960  | Восток (8К72К)   | —               | —                   | Суборбітальний політ |
| 6     | Корабель-супутник-4     | 9 березня 1961  | Восток (8К72К)   | 9 березня 1961  | 1 год 41 хв         | Один оберт |
| 7     | Корабель-супутник-5     | 25 березня 1961 | Восток (8К72К)   | 25 березня 1961 | 1 год 41 хв         | Один оберт |

### Пілотовані польоти
| Номер | Емблема | Політ    | Запуск         | Тривалість          | Посадка        | Екіпаж        | Примітки                                                     |
| ----- | ------- | -------- | -------------- | ------------------- | -------------- | ------------- | ------------------------------------------------------------ |
| 1     |         | Восток-1 | 12 квітня 1961 | 1 год 48 хв         | 12 квітня 1961 | Ю. Гагарін    | Перша людина в космосі.                                      |
| 2     |         | Восток-2 | 6 серпня 1961  | 1 доба 1 год 18 хв  | 7 серпня 1961  | Г. Тітов      | Перший пілотований політ тривалістю понад одну добу.         |
| 3     |         | Восток-3 | 11 серпня 1962 | 3 доби 22 год 22 хв | 15 серпня 1962 | А. Ніколаєв   | Перший одночасний політ двох пілотованих космічних кораблів. |
| 4     |         | Восток-4 | 12 серпня 1962 | 2 доби 22 год 56 хв | 15 серпня 1962 | П. Попович    | Перший одночасний політ двох пілотованих космічних кораблів  |
| 5     |         | Восток-5 | 14 червня 1963 | 4 доби 23 год 7 хв  | 19 червня 1963 | В. Биковський | Найдовший одиночний орбітальний політ.                       |
| 6     |         | Восток-6 | 16 червня 1963 | 2 доби 22 год 50 хв | 19 червня 1963 | В. Терешкова  | Перша жінка в космосі.                                       |

### Заплановані польоти
Планувалося здійснити ще кілька польотів до квітня 1966 року за програмою «Восток», однак вони були скасовані.
Були заплановані такі польоти:
- «Восток-7» (Волинов Борис Валентинович) — 8-денний висотний політ для радіаційно-біологічних досліджень з природним поверненням з орбіти;
- «Восток-8» (Хрунов Євген Васильович) — пара для «Востока-9», 10-денний висотний політ для наукових досліджень з природним поверненням з орбіти;
- «Восток-9» (Беляєв Павло Іванович) — пара для «Востока-8», 10-денний висотний політ для наукових досліджень з природним поверненням з орбіти;
- «Восток-10» (Леонов Олексій Архипович) — 10-денний висотний політ з маневруванням для наукових досліджень з природним поверненням з орбіти;
- «Восток-11» (Комаров Володимир Михайлович) — додатковий рейс для наддовгого випробування діяльності;
- «Восток-12» (Береговий Георгій Тимофійович) — додатковий рейс для наддовгого випробування діяльності;
- «Восток-13» (Горбатко Віктор Васильович) — 10-денний висотний політ для тривалих наукових досліджень з природним поверненням з орбіти.

Всі ці польоти були скасовані навесні 1964 року, а компоненти програми адаптовані під програму «Восход» (створення та запуск багатомісних космічних кораблів.